# Xinjiang Flying Tigers
O Xinjiang Flying Tigers é um clube profissional de basquetebol chinês sediado em Ürümqi, Xinjiang. A equipe disputa a divisão norte da Chinese Basketball Association .

## História
Foi fundado em 1999.

## Notáveis jogadores
Atuais
- Li Gen (2015–)
- Andray Blatche (2014–)
- Zhou Qi (2014–)
- Darius Adams (2016–)

Antigos
- Xue Yuyang (2003–2011)
- Shan Tao (2005–2006)
- Mengke Bateer (2007–2013)
- Zhang Qingpeng (2010–2011, 2012–2014)
- Tang Zhengdong (2011–2015)
- Liu Wei (2014–2016)
- Isaac Austin (2003)
- Juan Mendez (2008–2009)
- Quincy Douby (2010–2011)
- James Singleton (2010–2011, 2012–2014)
- Kenyon Martin (2011)
- Patty Mills (2011–2012)
- Tim Pickett (2012)
- Gani Lawal (2012)
- Ike Diogu (2012)
- Su Wei (2013–2016)
- Lester Hudson (2013–2014)
- Jordan Crawford (2014)
- Sebastian Telfair (2014–2015)
- Wang Lei (2015–2016)
- Andrew Goudeluck (2015–2016)
- Bryce Cotton (2016)
- Ben Bentil (2016)